# Eugene Wright
Eugene Joseph Wright (Chicago, 29 de maio de 1923 – Los Angeles, 30 de dezembro de 2020) foi um músico estadunidense que foi membro do Dave Brubeck Quartet.

## Biografia

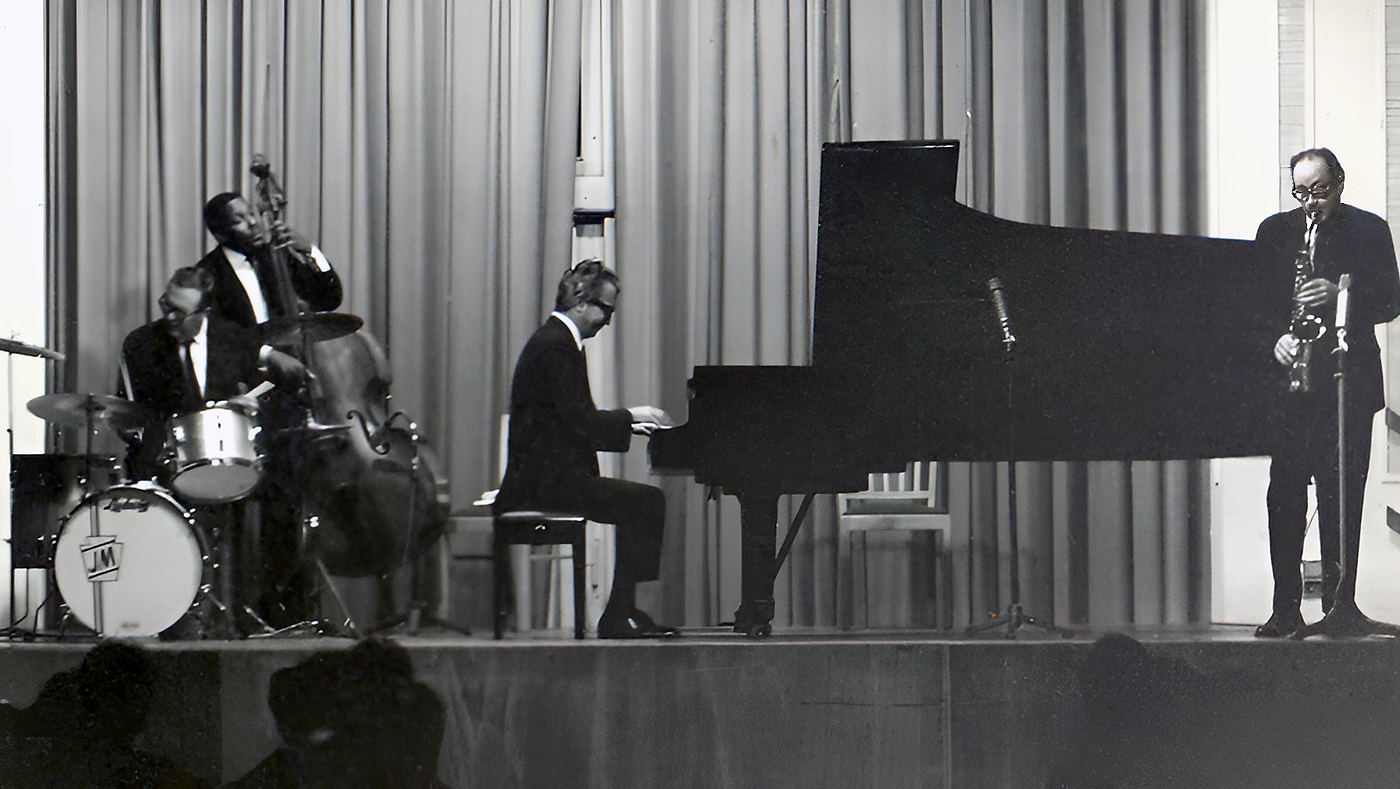
Wright (à esquerda com contrabaixo) tocando com o Dave Brubeck Quartet na Alemanha Ocidental, em 1967.

Wright nasceu em Chicago, capital do estado de Illinois em 1923. Durante o ensino médio atuou como cornetista e liderou a banda de 16 integrantes Dukes of Swing quando tinha 20 anos. Foi basicamente um autodidata no contrabaixo até os 30 anos, quando estudou em particular com Paul Gregory e outros. O jazzista Walter Page era o ídolo de Wright.
Tornou-se mais bem-sucedido no auge da era do swing, com bandleaders como Count Basie e Erroll Garner. Com o fim da era do swing, demonstrou sua versatilidade tocando com nomes como Billie Holiday e Charlie Parker e demonstrou sua versatilidade no bebop com músicos como Sonny Stitt, bem como no latin jazz com Cal Tjader.
Também tocou com Lonnie Simmons, Gene Ammons e Arnett Cobb no final dos anos 1940 e no início dos anos de 1950, depois trabalhou com Buddy DeFranco de 1952 até 1955, fazendo turnês pela Europa. Atou no trio Red Norvo em 1955 e fez uma turnê pela Austrália com eles. Participou de um curta-metragem com Charlie Barnet.
A banda de maior visibilidade que Wright integrou foi com o Dave Brubeck Quartet, ao qual se juntou no ano de 1958. Permaneceu com Brubeck até 1968, como parte da formação clássica com Paul Desmond e Joe Morello, e participou dos standards do quarteto Take Five e Blue Rondo à la Turk. Em sua passagem pela banda gravou mais de trinta álbuns. O próprio Brubeck escreveu que Wright “fundamentava o grupo”, permitindo que eles “tocassem em outros ritmos e fizessem coisas polirrítmicas, mas ele não se afastava dessa batida fundamentada”.
Em 1962, atuou no musical de jazz de Dave e Iola Brubeck, The Real Ambassadors, que contou com vocais de Louis Armstrong e Carmen McRae; a obra explorava, por meio de sátira, o papel dos músicos como embaixadores culturais durante a Guerra Fria e o racismo que os músicos de jazz negros frequentemente sofriam. Quando Wright se juntou ao grupo, os produtores das casas de eventos não permitiam um músico negro ao lado do restante do quarteto branco, mas Brubeck se recusava a se apresentar sem ele.
Após deixar o Brubeck Quartet, Wright liderou seu próprio conjunto em uma turnê por faculdades negras em 1969 e 1970, depois tocou com o trio de Monty Alexander entre os anos de 1971 a 1974.
Entre os músicis de jazz, ficou conhecido como 'O Senador' ou 'Senador Eugene Wright'. Conhecido por solos ágeis e também por fornecer apoio rítmico, trabalhou com diversos músicos, incluindo Buddy Collette, Vince Guaraldi, Kenny Drew, Gerald Wiggins, Kai Winding, Dottie Dodgion, Jerry Dodgion, Lee Shaw e Dorothy Donegan.
Posteriormente, Wright dirigiu o departamento de jazz da Universidade de Cincinnati e a International Society of Bassists. Foi o último membro remanescente da formação clássica do Dave Brubeck Quartet.

### Morte
Wright morreu em uma casa de repouso em Los Angeles, na Califórnia, em 30 de dezembro de 2020, aos 97 anos de idade.

## Discografia

### Como líder
- The Wright Groove (Phillips, 1962)[14][15]

### Como sideman
Com Monty Alexander
- Here Comes the Sun (MPS/BASF, 1972)
- We've Only Just Begun (BASF, 1972)
- Perception! (MPS/BASF, 1974)

Com Gene Ammons
- All Star Sessions (Prestige, 1956)
- Soulful Saxophone (Chess, 1959)
- Jug and Sonny (Chess, 1960)

Com Dave Brubeck
- The Dave Brubeck Quartet in Europe (Columbia, 1958)
- Gone with the Wind (Columbia, 1959)
- Time Out (Columbia, 1959)
- The Riddle (Columbia, 1960)
- Brubeck and Rushing (Columbia, 1960)
- Bernstein Plays Brubeck Plays Bernstein (Columbia, 1960)
- Southern Scene (Columbia, 1960)
- Brubeck à la mode (Fantasy, 1960)
- Tonight Only! (Columbia, 1960)
- Near-Myth (Fantasy, 1961)
- Take Five Live (Columbia, 1962)
- Time Further Out (Columbia, 1961)
- The Real Ambassadors (Columbia, 1962)
- Countdown—Time in Outer Space (Columbia, 1962)
- Brandenburg Gate: Revisited (Columbia, 1963)
- Bossa Nova U.S.A. (Columbia, 1962)
- At Carnegie Hall (Columbia, 1963)
- Time Changes (Columbia, 1964)
- Jazz Impressions of Japan (Columbia, 1964)
- Dave Brubeck in Berlin (CBS, 1964)
- Jazz Impressions of New York (Columbia, 1965)
- Angel Eyes (Columbia, 1965)
- Anything Goes! The Dave Brubeck Quartet Plays Cole Porter (Columbia, 1965)
- My Favorite Things (Columbia, 1966)
- Time In (Columbia, 1966)
- Jackpot! (Columbia, 1966)
- Bravo! Brubeck! (Columbia, 1967)
- Buried Treasures (Columbia, 1968)
- The Last Time We Saw Paris (Columbia, 1968)
- Brubeck in Amsterdam (Columbia, 1969)
- Summit Sessions (Columbia, 1971)
- 25th Anniversary Reunion (Horizon, 1977)

Com Buddy Collette
- Man of Many Parts (Contemporary, 1956)
- Everybody's Buddy (Challenge, 1958)

Com Buddy DeFranco
- The Artistry of Buddy DeFranco (Norgran, 1954)
- Pretty Moods (Norgran, 1954)
- Takes You to the Stars (GNP, 1954)
- In a Mellow Mood (Norgran, 1956)
- Jazz Tones (Norgran, 1956)
- Sweet and Lovely (Verve, 1956)
- Cooking the Blues (Verve, 1958)

Com Paul Desmond
- Take Ten (RCA Victor, 1963)
- Bossa Antigua (RCA Victor, 1965)
- Glad To Be Unhappy (RCA Victor, 1965)
- Easy Living (RCA Victor, 1966)

Com Kenny Drew
- The Modernity of Kenny Drew (Norgran, 1954)
- The Ideation of Kenny Drew (Norgran, 1954)
- Kenny Drew and His Progressive Piano (Norgran, 1956)

Com Sonny Stitt
- Genesis (Prestige, 1975)
- Kaleidoscope (Prestige, 1957)
- Stitt's Bits (Prestige, 1958)

Com Cal Tjader
- Tjader Plays Tjazz (Fantasy, 1956)
- Cal Tjader Quartet (Fantasy, 1956)
- The Cal Tjader Quintet Live at Club Macumba San Francisco 1956 (Acrobat Music, 2012)
- Jazz at the Blackhawk (Fantasy, 1957)
- Cal Tjader (Fantasy, 1957)
- Mas Ritmo Caliente (Fantasy, 1957)
- Cal Tjader Goes Latin (Fantasy, 1959)

Com Gerald Wiggins
- The King and I (Challenge, 1957)
- The Loveliness of You (Tampa, 1958)
- Music from Around the World in 80 Days in Modern Jazz (London American, 1958)